# Fehéroroszország a 2020. évi nyári olimpiai játékokon
Fehéroroszország a japán Tokióban megrendezett 2020. évi nyári olimpiai játékok egyik részt vevő nemzete volt. Az országot 17 sportágban 101 sportoló képviselte, akik 7 érmet szereztek.

## Érmesek
| Érem  | Versenyző                                                       | Sportág    | Versenyszám                 |
| ----- | --------------------------------------------------------------- | ---------- | --------------------------- |
| Arany | Ivan Litvinovics                                                | Torna      | Férfi trambulin             |
| Ezüst | Irina Kuracskina                                                | Birkózás   | Női 57 kg szabadfogás       |
| Ezüst | Mahamedhabib Kadzimahamedav                                     | Birkózás   | Férfi 74 kg szabadfogás     |
| Ezüst | Marina Litvincsuk Volha Hudzenka Marharita Mahnyova Volha Papok | Kajak-kenu | Női K-4 500 m               |
| Bronz | Vanesza Kaladzinszkaja                                          | Birkózás   | Női 53 kg szabadfogás       |
| Bronz | Makszim Nyedaszekav                                             | Atlétika   | Férfi magasugrás            |
| Bronz | Alina Harnaszko                                                 | Torna      | Egyéni ritmikus gimnasztika |

## Atlétika
Férfi
| Versenyző             | Versenyszám     | Előfutam | Előfutam | Elődöntő | Elődöntő | Döntő   | Döntő    |
| Versenyző             | Versenyszám     | Idő      | Hely.    | Idő      | Hely.    | Idő     | Helyezés |
| --------------------- | --------------- | -------- | -------- | -------- | -------- | ------- | -------- |
| Vitalij Parahonyka    | 110 m gát       | 13.61    | 5        | kiesett  | kiesett  | kiesett | kiesett  |
| Aljakszandr Ljahovics | 20 km gyaloglás |          |          |          |          | 1:31:28 | 45       |
| Dzmitrij Dzjubin      | 50 km gyaloglás | 4:00:25  | 22       |          |          |         |          |

| Versenyző           | Versenyszám   | Selejtező | Selejtező | Döntő    | Döntő    |
| Versenyző           | Versenyszám   | Eredmény  | Helyezés  | Eredmény | Helyezés |
| ------------------- | ------------- | --------- | --------- | -------- | -------- |
| Dzmitrij Nabokav    | Magasugrás    | 2.25 m    | =14       | kiesett  | kiesett  |
| Makszim Nyedaszekav | Magasugrás    | 2.28 m    | 12        | 2.37 m   | Bronz    |
| Javhenyij Bahucki   | Diszkoszvetés | 58.65 m   | 27        | kiesett  | kiesett  |
| Aljakszej Katkavec  | Gerelyhajítás | 82.72 m   | 9         | 83.71 m  | 6        |
| Pavel Mjaleska      | Gerelyhajítás | 82.64 m   | 11        | 82.28 m  | 10       |
| Hleb Dudarav        | Kalapácsvetés | 71.60 m   | 27        | kiesett  | kiesett  |
| Ivan Cihan          | Kalapácsvetés | 74.57 m   | 18        | kiesett  | kiesett  |
| Jurij Vaszilcsanka  | Kalapácsvetés | 74.00 m   | 19        | kiesett  | kiesett  |

| Versenyző    | Versenyszám | 100 m | 100 m | Távolugrás | Távolugrás | Súlylökés | Súlylökés | Magasugrás | Magasugrás | 400 m | 400 m | 110 m gát | 110 m gát | Diszkoszvetés | Diszkoszvetés | Rúdugrás | Rúdugrás | Gerelyhajítás | Gerelyhajítás | 1500 m  | 1500 m | Végeredmény | Végeredmény |
| Versenyző    | Versenyszám | Idő   | Pont  | Eredmény   | Pont       | Eredmény  | Pont      | Eredmény   | Pont       | Idő   | Pont  | Idő       | Pont      | Eredmény      | Pont          | Eredmény | Pont     | Eredmény      | Pont          | Idő     | Pont   | Pont        | Helyezés    |
| ------------ | ----------- | ----- | ----- | ---------- | ---------- | --------- | --------- | ---------- | ---------- | ----- | ----- | --------- | --------- | ------------- | ------------- | -------- | -------- | ------------- | ------------- | ------- | ------ | ----------- | ----------- |
| Vitalij Zsuk | Tízpróba    | 11.04 | 852   | 6.93 m     | 797        | 16.23 m   | 865       | 1.96 m     | 767        | 49.22 | 851   | 14.95     | 856       | 47.01         | 808           | 5.10 m   | 941      | 59.49 m       | 730           | 4:42.57 | 664    | 8131        | 13          |

Női
| Versenyző                                                              | Versenyszám     | Előfutam | Előfutam | Elődöntő | Elődöntő | Döntő   | Döntő    |
| Versenyző                                                              | Versenyszám     | Idő      | Hely.    | Idő      | Hely.    | Idő     | Helyezés |
| ---------------------------------------------------------------------- | --------------- | -------- | -------- | -------- | -------- | ------- | -------- |
| Kriszcina Cimanovszkaja                                                | 100 m           | 11.47    | 4        | kiesett  | kiesett  | kiesett | kiesett  |
| Elvira Herman                                                          | 100 m gát       | 12.95    | 4        | 12.71    | 5        | kiesett | kiesett  |
| Elvira Herman Julija Bliznyec Aljakszandra Hilmanovics Aszterija Limaj | 4 × 400 m       | 3:33.00  | 8        |          |          | kiesett | kiesett  |
| Volha Mazuronak                                                        | Maraton         |          |          |          |          | 2:29:06 | 5        |
| Nyina Szavina                                                          | Maraton         | 2:38:41  | 50       |          |          |         |          |
| Anasztaszija Rarovszkaja                                               | 20 km gyaloglás | 1:35:09  | 23       |          |          |         |          |
| Viktorija Rascsupkina                                                  | 20 km gyaloglás | 1:43:33  | 49       |          |          |         |          |
| Hanna Cerljukevics                                                     | 20 km gyaloglás | 1:37:22  | 31       |          |          |         |          |

| Versenyző                     | Versenyszám   | Selejtező | Selejtező | Döntő    | Döntő    |
| Versenyző                     | Versenyszám   | Eredmény  | Helyezés  | Eredmény | Helyezés |
| ----------------------------- | ------------- | --------- | --------- | -------- | -------- |
| Nasztasszja Mironcsik-Ivanova | Távolugrás    | 6.55 m    | 14        | kiesett  | kiesett  |
| Vijaleta Szkvarcova           | Hármasugrás   | 14.05 m   | 18        | kiesett  | kiesett  |
| Karina Dzjamidzik             | Magasugrás    | 1.90 m    | =19       | kiesett  | kiesett  |
| Irina Zsuk                    | Rúdugrás      | 4.55 m    | =8        | 4.50 m   | 8        |
| Aljona Dubickaja              | Súlylökés     | 18.89 m   | 3         | 18.73 m  | 9        |
| Taccjana Haladovics           | Gerelyhajítás | 60.78 m   | 13        | kiesett  | kiesett  |
| Hanna Maliscsik               | Kalapácsvetés | 70.80 m   | 13        | kiesett  | kiesett  |
| Nasztasszja Maszlava          | Kalapácsvetés | 65.15 m   | 28        | kiesett  | kiesett  |

## Birkózás
Férfi
Szabadfogás
| Versenyző                   | Versenyszám | Nyolcaddöntő            | Negyeddöntő       | Elődöntő            | Vigaszág elődöntő | Döntő/BM             | Helyezés |
| --------------------------- | ----------- | ----------------------- | ----------------- | ------------------- | ----------------- | -------------------- | -------- |
| Mahamedhabib Kadzimahamedav | 74 kg       | Garzón (CUB) · 12-8     | Dake (USA) · 11-0 | Chamizo (ITA) · 9-7 |                   | Szidakov (ROC) · 0-7 | Ezüst    |
| Ali Sabanov                 | 86 kg       | Taylor (USA) · 0-11     |                   |                     | Amine (SMR) · 0-2 | kiesett              | kiesett  |
| Aljakszandr Hustin          | 97 kg       | Salas (CUB) · 3-4       | kiesett           | kiesett             | kiesett           | kiesett              | kiesett  |
| Dzjanyisz Hramjankov        | 125 kg      | Mönkhtöriin (MGL) · 4-8 | kiesett           | kiesett             | kiesett           | kiesett              | kiesett  |

Kötöttfogás
| Versenyző        | Versenyszám | Nyolcaddöntő         | Negyeddöntő | Elődöntő | Vigaszág elődöntő | Döntő/BM | Helyezés |
| ---------------- | ----------- | -------------------- | ----------- | -------- | ----------------- | -------- | -------- |
| Kiril Maszkevics | 87 kg       | Metwally (EGY) · 1-9 | kiesett     | kiesett  | kiesett           | kiesett  | kiesett  |

Női
| Versenyző              | Versenyszám | Nyolcaddöntő              | Negyeddöntő         | Elődöntő              | Vigaszág elődöntő | Döntő/BM               | Helyezés |
| ---------------------- | ----------- | ------------------------- | ------------------- | --------------------- | ----------------- | ---------------------- | -------- |
| Vanesza Kaladzinszkaja | 53 kg       | Ana (ROU) · 10-0          | Phogat (IND) · 9-3  | Pang (CHN) · 2-2      |                   | Winchester (USA) · 4-0 | Bronz    |
| Irina Kuracskina       | 57 kg       | Malik (IND) · 8-2         | Koblova (ROC) · 6-3 | Nikolova (BUL) · 11-0 |                   | Kavai (JPN) · 0-5      | Ezüst    |
| Vaszilisza Marzaljuk   | 76 kg       | Rotter-Focken (GER) · 1-2 |                     |                       | Csou (CHN) · 1-2  | kiesett                | kiesett  |

## Cselgáncs
| Versenyző        | Versenyszám        | 32-es főtábla            | Nyolcaddöntő                 | Negyeddöntő | Elődöntő | Vigaszág | Bronz- mérkőzés | Döntő   | Helyezés |
| ---------------- | ------------------ | ------------------------ | ---------------------------- | ----------- | -------- | -------- | --------------- | ------- | -------- |
| Dmitrij Minykov  | Férfi harmatsúly   | El-Idrissi (QAT) · 10-00 | Yondonperenlei (MGL) · 00-10 | kiesett     | kiesett  | kiesett  | kiesett         | kiesett | kiesett  |
| Nikita Szvirid   | Férfi félnehézsúly | Frey (GER) · 00-10       | kiesett                      | kiesett     | kiesett  | kiesett  | kiesett         | kiesett | kiesett  |
| Marina Szluckaja | Női nehézsúly      | Wood (TTO) · 10-00       | Han (KOR) · 00-10            | kiesett     | kiesett  | kiesett  | kiesett         | kiesett | kiesett  |

## Evezés
| Versenyző                       | Versenyszám                    | Előfutam | Előfutam | Vigaszág | Vigaszág | Negyeddöntő | Negyeddöntő | Elődöntő | Elődöntő | Elődöntő | Döntő | Döntő   | Döntő | Helyezés |
| Versenyző                       | Versenyszám                    | Idő      | Hely.    | Idő      | Hely.    | Idő         | Hely.       | Típus    | Idő      | Hely.    | Típus | Idő     | Hely. | Helyezés |
| ------------------------------- | ------------------------------ | -------- | -------- | -------- | -------- | ----------- | ----------- | -------- | -------- | -------- | ----- | ------- | ----- | -------- |
| Szergej Vologyko Dmitrij Furman | Férfi kormányos nélküli kettes | 7:05.65  | 4        | 6:52.82  | 3        |             |             | A/B      | 6:30.66  | 5        | B     | 6:25.88 | 2     | 8        |
| Tatyjana Klimovics              | Női egypár                     | 7:51.86  | 2        |          |          | 8:09.04     | 4           | C/D      | 7:33.78  | 2        | C     | 7:39.53 | 1     | 13       |
| Inna Nyikulina Jelena Furman    | Női könnyűsúlyú kétpár         | 7:10.15  | 4        | 7:26.99  | 2        |             |             | A/B      | 6:54.78  | 6        | B     | 6:57.84 | 5     | 11       |

## Íjászat
| Versenyző                                                | Versenyszám | Selejtező | Selejtező | 64-es főtábla        | 32-es főtábla        | Nyolcaddöntő      | Negyeddöntő       | Elődöntő              | Döntő/BM                | Helyezés |
| Versenyző                                                | Versenyszám | Pont      | Kiemelt   | 64-es főtábla        | 32-es főtábla        | Nyolcaddöntő      | Negyeddöntő       | Elődöntő              | Döntő/BM                | Helyezés |
| -------------------------------------------------------- | ----------- | --------- | --------- | -------------------- | -------------------- | ----------------- | ----------------- | --------------------- | ----------------------- | -------- |
| Karina Dzjominszkaja                                     | Női egyéni  | 642       | 29        | Siddique (BAN) · 6-5 | Valencia (MEX) · 3-7 | kiesett           | kiesett           | kiesett               | kiesett                 | kiesett  |
| Karina Kazlovszkaja                                      | Női egyéni  | 607       | 61        | Valencia (MEX) · 0-6 | kiesett              | kiesett           | kiesett           | kiesett               | kiesett                 | kiesett  |
| Hanna Maruszava                                          | Női egyéni  | 633       | 39        | Unruh (GER) · 6-4    | Jamaucsi (JPN) · 6-0 | Boari (ITA) · 5-6 | kiesett           | kiesett               | kiesett                 | kiesett  |
| Karina Dzjominszkaja Hanna Maruszava Karina Kazlovszkaja | Női csapat  | 1882      | 12        |                      |                      | Kína (CHN) · 5-3  | Japán (JPN) · 5-3 | Dél-Korea (KOR) · 1-5 | Németország (GER) · 1-5 | 4        |

## Kajak-kenu
Férfi
| Versenyző                                                             | Versenyszám | Előfutam | Előfutam | Negyeddöntő | Negyeddöntő | Elődöntő | Elődöntő | Döntő | Döntő    | Döntő    | Helyezés |
| Versenyző                                                             | Versenyszám | Idő      | Hely.    | Idő         | Hely.       | Idő      | Hely.    | Típus | Idő      | Helyezés | Helyezés |
| --------------------------------------------------------------------- | ----------- | -------- | -------- | ----------- | ----------- | -------- | -------- | ----- | -------- | -------- | -------- |
| Aleh Jurenya                                                          | K-1 1000 m  | 3:43.444 | 1        |             |             | 3:27.323 | 6        | B     | 3:27.190 | 4        | 12       |
| Aleh Jurenya Mikita Borikav                                           | K-2 1000 m  | 3:18.952 | 5        | 3:10.126    | 1           | 3:18.875 | 3        | A     | 3:17.769 | 7        | 7        |
| Mikita Borikav Ilja Fedarenka Uladziszlav Litvinav Dzmitrij Natincsik | K-4 500 m   | 1:22.896 | 3        | 1:23.848    | 2           | 1:24.206 | 3        | A     | 1:24.510 | 5        | 5        |

Női
| Versenyző                                                       | Versenyszám | Előfutam | Előfutam | Negyeddöntő | Negyeddöntő | Elődöntő | Elődöntő | Döntő | Döntő    | Döntő    | Helyezés |
| Versenyző                                                       | Versenyszám | Idő      | Hely.    | Idő         | Hely.       | Idő      | Hely.    | Típus | Idő      | Helyezés | Helyezés |
| --------------------------------------------------------------- | ----------- | -------- | -------- | ----------- | ----------- | -------- | -------- | ----- | -------- | -------- | -------- |
| Alena Nazdrova                                                  | C-1 200 m   | 46.731   | 3        | 46.950      | 1           | 48.120   | 5        | B     | 48.085   | 3        | 11       |
| Nadzeja Makarcsank Darina Pikuleva                              | C-2 500 m   | 2:09.799 | 6        | 2:04.951    | 3           | 2:07.205 | 5        | B     | 2:04.351 | 2        | 10       |
| Volha Hudzenka                                                  | K-1 500 m   | 1:50.732 | 3        |             |             | 1:52.755 | 3        | B     | 1:55.933 | 6        | 14       |
| Marina Litvincsuk                                               | K-1 500 m   | 1:49.606 | 2        | 1:56.386    | 5           | C        | 1:57.057 | 6     | 22       |          |          |
| Marina Litvincsuk Volha Hudzenka                                | K-2 500 m   | 1:43.377 | 2        | 1:37.198    | 3           | A        | 1:37.647 | 6     | 6        |          |          |
| Marina Litvincsuk Volha Hudzenka Marharita Mahnyova Volha Papok | K-4 500 m   | 1:34.785 | 3        | 1:35.534    | 1           | 1:36.672 | 2        | A     | 1:36.073 | 2        | Ezüst    |

## Kerékpározás

### Országúti kerékpározás
| Versenyző             | Versenyszám         | Idő      | Helyezés |
| --------------------- | ------------------- | -------- | -------- |
| Aljakszandr Rabusenka | Férfi mezőnyverseny | 6:21:46  | 66       |
| Alena Amjaljuszik     | Női mezőnyverseny   | 3:55:05  | 17       |
| Alena Amjaljuszik     | Női egyéni időfutam | 33:21.41 | 16       |

### Pályakerékpározás
| Versenyző          | Versenyszám  | Scratch | Scratch | Tempóverseny | Tempóverseny | Kieséses verseny | Kieséses verseny | Pontverseny | Pontverseny | Összesítés | Összesítés |
| Versenyző          | Versenyszám  | Hely.   | Pont    | Hely.        | Pont         | Hely.            | Pont             | Hely.       | Pont        | Pont       | Helyezés   |
| ------------------ | ------------ | ------- | ------- | ------------ | ------------ | ---------------- | ---------------- | ----------- | ----------- | ---------- | ---------- |
| Javhenyij Karaljok | Férfi omnium | 18      | 6       | 14           | 14           | 18               | 6                | 10          | 50          | 76         | 12         |
| Taccjana Sarakova  | Női omnium   | 11      | 20      | 15           | 12           | 19               | 4                | 14          | 0           | 36         | 16         |

## Lovaglás
Lovastusa
| Versenyző          | Ló              | Versenyszám | Díjlovaglás | Díjlovaglás | Tereplovaglás | Tereplovaglás | Tereplovaglás | Díjugratás   | Díjugratás   | Díjugratás   | Díjugratás | Végeredmény | Végeredmény |
| Versenyző          | Ló              | Versenyszám | Díjlovaglás | Díjlovaglás | Tereplovaglás | Tereplovaglás | Tereplovaglás | Selejtező    | Selejtező    | Selejtező    | Döntő      | Végeredmény | Végeredmény |
| Versenyző          | Ló              | Versenyszám | Bünt.       | Hely.       | Bünt.         | Bünt. össz.   | Hely.         | Bünt.        | Bünt. össz.  | Hely.        | Bünt.      | Bünt.       | Helyezés    |
| ------------------ | --------------- | ----------- | ----------- | ----------- | ------------- | ------------- | ------------- | ------------ | ------------ | ------------ | ---------- | ----------- | ----------- |
| Alekszandr Zelenko | Carlo Grande Jr | Egyéni      | 31.00       | 18          | 61.60         | 92.60         | 46            | visszalépett | visszalépett | visszalépett | kiesett    | kiesett     | kiesett     |

## Ökölvívás
| Versenyző               | Versenyszám      | Selejtező             | Nyolcaddöntő                   | Negyeddöntő       | Elődöntő | Döntő   | Helyezés |
| ----------------------- | ---------------- | --------------------- | ------------------------------ | ----------------- | -------- | ------- | -------- |
| Dzmitrij Aszanav        | Férfi könnyűsúly | Al-Kasbeh (JOR) · 5-0 | Oliveira (BRA) · 2-3           | kiesett           | kiesett  | kiesett | kiesett  |
| Aljakszandr Radzionav   | Férfi váltósúly  | Ekinci (TUR) · 3-2    | McCormack (GBR) · 0-5          | kiesett           | kiesett  | kiesett | kiesett  |
| Vital Bandarenka        | Férfi középsúly  | Isley (USA) · 2-3     | kiesett                        | kiesett           | kiesett  | kiesett | kiesett  |
| Uladziszlav Szmjahlikav | Férfi nehézsúly  |                       | Plodzicki-Faoagali (SAM) · 4-1 | Nyika (NZL) · 0-5 | kiesett  | kiesett | kiesett  |

## Öttusa
| Versenyző              | Versenyszám | Vívás (V) | Vívás (V) | Úszás   | Úszás | Úszás | Bónusz vívás (B) | Bónusz vívás (B) | Bónusz vívás (B) | Lovaglás | Lovaglás | Futás/Lövészet | Futás/Lövészet | Futás/Lövészet | Összesen    | Összesen |
| Versenyző              | Versenyszám | Eredmény  | Pont      | Idő     | Hely. | Pont  | Eredmény         | Pont             | V+B Hely.        | Hely.    | Pont     | Idő            | Hely.          | Pont           | Összes pont | Helyezés |
| ---------------------- | ----------- | --------- | --------- | ------- | ----- | ----- | ---------------- | ---------------- | ---------------- | -------- | -------- | -------------- | -------------- | -------------- | ----------- | -------- |
| Ilja Palazkov          | Férfi       | 24-11     | 244       | 2:01.15 | 14    | 308   | 0-1              | 233              | 3                | 29       | 262      | 11:35.78       | 24             | 605            | 1419        | 17       |
| Nasztasszja Prakapenka | Női         | 18-17     | 208       | 2:25.01 | 34    | 260   | 0-1              | 208              | 15               | 22       | 283      | 11:49.38       | 4              | 591            | 1342        | 8        |
| Volha Szilkina         | Női         | 21-14     | 216       | 2:15.22 | 17    | 280   | 1-1              | 217              | 12               | 23       | 274      | 12:59.81       | 23             | 521            | 1292        | 18       |

## Sportlövészet
| Versenyző                           | Versenyszám                | Selejtező | Selejtező | Döntő   | Döntő    |
| Versenyző                           | Versenyszám                | Pont      | Helyezés  | Pont    | Helyezés |
| ----------------------------------- | -------------------------- | --------- | --------- | ------- | -------- |
| Jurij Scsarbacevics                 | Férfi légpuska             | 626.6     | 15        | kiesett | kiesett  |
| Jurij Scsarbacevics                 | Férfi sportpuska összetett | 1176      | 8         | 406.3   | 7        |
| Viktorija Csajka                    | Női légpisztoly            | 576       | 11        | kiesett | kiesett  |
| Viktorija Csajka                    | Női sportpisztoly          | 571       | 36        | kiesett | kiesett  |
| Maria Martinova                     | Női légpuska               | 624.3     | 24        | kiesett | kiesett  |
| Maria Martinova                     | Női sportpuska összetett   | 1166      | 17        | kiesett | kiesett  |
| Jurij Scsarbacevics Maria Martinova | Vegyes csapat légpuska     | 622.6     | 23        | kiesett | kiesett  |

## Súlyemelés
| Versenyző         | Versenyszám | Szakítás | Szakítás | Lökés       | Lökés       | Összesen | Helyezés |
| Versenyző         | Versenyszám | Eredmény | Helyezés | Eredmény    | Helyezés    | Összesen | Helyezés |
| ----------------- | ----------- | -------- | -------- | ----------- | ----------- | -------- | -------- |
| Javhenyi Cihancov | Férfi 96 kg | 173 kg   | 6        | érvénytelen | érvénytelen | kiesett  | kiesett  |
| Darja Navumava    | Női 76 kg   | 103 kg   | 6        | 131 kg      | 5           | 234 kg   | 5        |

## Szinkronúszás
| Versenyző                         | Versenyszám | Selejtező        | Selejtező           | Selejtező           | Selejtező  | Selejtező  | Döntő            | Döntő      | Döntő      | Helyezés |
| Versenyző                         | Versenyszám | Szabad gyakorlat | Technikai gyakorlat | Technikai gyakorlat | Összesítés | Összesítés | Szabad gyakorlat | Összesítés | Összesítés | Helyezés |
| Versenyző                         | Versenyszám | Pont             | Pont                | Hely.               | Pont       | Hely.      | Pont             | Pont+ST    | Hely.      | Helyezés |
| --------------------------------- | ----------- | ---------------- | ------------------- | ------------------- | ---------- | ---------- | ---------------- | ---------- | ---------- | -------- |
| Vaszilina Handoska Daria Kulagina | Páros       | 88.0333          | 87.2101             | 10                  | 175.2434   | 10         | 87.8000          | 175.0101   | 11         | 11       |

## Tenisz
Férfi
| Versenyző                    | Versenyszám | 64-es főtábla               | 32-es főtábla                 | Nyolcaddöntő             | Negyeddöntő | Elődöntő | Bronz- mérkőzés | Döntő   | Helyezés |
| ---------------------------- | ----------- | --------------------------- | ----------------------------- | ------------------------ | ----------- | -------- | --------------- | ------- | -------- |
| Jahor Heraszimav             | Egyes       | Simon (FRA) · 4-6;6-3;6-4   | Fognini (ITA) · 4-6;6-7       | kiesett                  | kiesett     | kiesett  | kiesett         | kiesett | kiesett  |
| Ilja Ivaska                  | Egyes       | Monfils (FRA) · 6-4;4-6;7-5 | Kukuskin (KAZ) · 6-7;6-3;6-3  | Nisikori (JPN) · 6-7;0-6 | kiesett     | kiesett  | kiesett         | kiesett | kiesett  |
| Jahor Heraszimav Ilja Ivaska | Páros       |                             | Daniell/Venus (NZL) · 3-6;6-7 | kiesett                  | kiesett     | kiesett  | kiesett         | kiesett | kiesett  |

Női
| Versenyző        | Versenyszám | 64-es főtábla           | 32-es főtábla             | Nyolcaddöntő | Negyeddöntő | Elődöntő | Bronz- mérkőzés | Döntő   | Helyezés |
| ---------------- | ----------- | ----------------------- | ------------------------- | ------------ | ----------- | -------- | --------------- | ------- | -------- |
| Arina Szabalenka | Egyes       | Linette (POL) · 6-2;6-1 | Vekić (CRO) · 4-6;6-3;6-7 | kiesett      | kiesett     | kiesett  | kiesett         | kiesett | kiesett  |

## Torna
| Versenyző      | Versenyszám          | Selejtező | Selejtező | Döntő    | Döntő    |
| Versenyző      | Versenyszám          | Pontszám  | Helyezés  | Pontszám | Helyezés |
| -------------- | -------------------- | --------- | --------- | -------- | -------- |
| Hanna Travkova | Női egyéni összetett | 46.232    | 77        | kiesett  | kiesett  |

### Ritmikus gimnasztika
| Versenyző           | Versenyszám | Selejtező | Selejtező | Selejtező | Selejtező | Selejtező | Selejtező | Döntő  | Döntő  | Döntő    | Döntő  | Döntő    | Helyezés |
| Versenyző           | Versenyszám | Karika    | Labda     | Buzogány  | Szalag    | Összesen  | Összesen  | Karika | Labda  | Buzogány | Szalag | Összesen | Helyezés |
| Versenyző           | Versenyszám | Pont      | Pont      | Pont      | Pont      | Pont      | Hely      | Pont   | Pont   | Pont     | Pont   | Pont     | Helyezés |
| ------------------- | ----------- | --------- | --------- | --------- | --------- | --------- | --------- | ------ | ------ | -------- | ------ | -------- | -------- |
| Alina Harnaszko     | Egyéni      | 26.400    | 27.200    | 23.900    | 21.750    | 99.250    | 4         | 26.500 | 27.500 | 27.400   | 21.100 | 102.700  | Bronz    |
| Nasztasszja Szalasz | Egyéni      | 25.700    | 26.300    | 24.550    | 22.600    | 99.150    | 5         | 25.425 | 23.000 | 24.950   | 21.800 | 95.175   | 8        |

| Versenyző                                                                                      | Versenyszám | Selejtező | Selejtező              | Selejtező | Selejtező | Döntő   | Döntő                  | Döntő    | Döntő    | Helyezés |
| Versenyző                                                                                      | Versenyszám | 5 labda   | 3 karika és 2 buzogány | Összesen  | Összesen  | 5 labda | 3 karika és 2 buzogány | Összesen | Összesen | Helyezés |
| Versenyző                                                                                      | Versenyszám | Pont      | Pont                   | Pont      | Hely.     | Pont    | Pont                   | Pont     | Hely.    | Helyezés |
| ---------------------------------------------------------------------------------------------- | ----------- | --------- | ---------------------- | --------- | --------- | ------- | ---------------------- | -------- | -------- | -------- |
| Hanna Hajdukevics Nasztasszja Malakanava Nasztasszja Ribakova Arina Cicilina Karina Jarmolenka | Csapat      | 36.000    | 43.650                 | 79.650    | 8         | 45.750  | 38.300                 | 84.050   | 5        | 5        |

### Trambulin
| Versenyző             | Versenyszám     | Selejtező | Selejtező | Döntő    | Döntő    |
| Versenyző             | Versenyszám     | Pontszám  | Helyezés  | Pontszám | Helyezés |
| --------------------- | --------------- | --------- | --------- | -------- | -------- |
| Uladziszlav Hancsarov | Férfi trambulin | 113.400   | 2         | 60.565   | 4        |
| Ivan Litvinovics      | Férfi trambulin | 113.555   | 1         | 61.715   | Arany    |

## Úszás
Férfi
| Versenyző                                                 | Versenyszám      | Előfutam | Előfutam | Előfutam | Elődöntő | Elődöntő | Elődöntő | Döntő   | Döntő    |
| Versenyző                                                 | Versenyszám      | Idő      | Hely.    | Össz.    | Idő      | Hely.    | Össz.    | Idő     | Helyezés |
| --------------------------------------------------------- | ---------------- | -------- | -------- | -------- | -------- | -------- | -------- | ------- | -------- |
| Ilja Simanovics                                           | 100 m mell       | 59.33    | 3        | 9        | 59.08    | 4        | 7        | 59.36   | 8        |
| Mikita Cmih                                               | 100 m hát        | 54.88    | 7        | 33       | kiesett  | kiesett  | kiesett  | kiesett | kiesett  |
| Javhen Curkin                                             | 100 m pillangó   | 52.90    | 7        | 42       | kiesett  | kiesett  | kiesett  | kiesett | kiesett  |
| Arcjom Macsekin Ilja Simanovics Mikita Cmih Javhen Curkin | 4 × 100 m vegyes | 3:34.82  | 7        | 12       |          |          |          | kiesett | kiesett  |

Női
| Versenyző                                                                        | Versenyszám      | Előfutam | Előfutam | Előfutam | Elődöntő | Elődöntő | Elődöntő | Döntő   | Döntő    |
| Versenyző                                                                        | Versenyszám      | Idő      | Hely.    | Össz.    | Idő      | Hely.    | Össz.    | Idő     | Helyezés |
| -------------------------------------------------------------------------------- | ---------------- | -------- | -------- | -------- | -------- | -------- | -------- | ------- | -------- |
| Nasztasszja Skurdaj                                                              | 100 m gyors      | 55.17    | 5        | 28       | kiesett  | kiesett  | kiesett  | kiesett | kiesett  |
| Nasztasszja Skurdaj                                                              | 100 m pillangó   | 56.99    | 3        | 7        | 57.19    | 4        | 8        | 57.05   | 8        |
| Alina Zmuska                                                                     | 100 m mell       | 1:07.58  | 7        | 21       | kiesett  | kiesett  | kiesett  | kiesett | kiesett  |
| Alina Zmuska                                                                     | 200 m mell       | 2:27.59  | 6        | 26       | kiesett  | kiesett  | kiesett  | kiesett | kiesett  |
| Nasztasszja Karakovszkaja Nasztasszja Kuljasova Nasztasszja Skurdaj Alina Zmuska | 4 × 100 m vegyes | 4:00.49  | 6        | 12       |          |          |          | kiesett | kiesett  |

Vegyes
| Versenyző                                                             | Versenyszám      | Előfutam | Előfutam | Előfutam | Döntő   | Döntő    |
| Versenyző                                                             | Versenyszám      | Idő      | Hely.    | Össz.    | Idő     | Helyezés |
| --------------------------------------------------------------------- | ---------------- | -------- | -------- | -------- | ------- | -------- |
| Ilja Simanovics Nasztasszja Kuljasova Nasztasszja Skurdaj Mikita Cmih | 4 × 100 m vegyes | 3:46.35  | 8        | 12       | kiesett | kiesett  |

## Vitorlázás
| Versenyző              | Versenyszám      | Futam | Futam | Futam | Futam | Futam | Futam | Futam | Futam | Futam | Futam | Futam | Futam | Futam   | Pontszám | Helyezés |
| Versenyző              | Versenyszám      | 1     | 2     | 3     | 4     | 5     | 6     | 7     | 8     | 9     | 10    | 11    | 12    | É       | Pontszám | Helyezés |
| ---------------------- | ---------------- | ----- | ----- | ----- | ----- | ----- | ----- | ----- | ----- | ----- | ----- | ----- | ----- | ------- | -------- | -------- |
| Mikita Cirkun          | Férfi szörf      | 17    | 10    | 23    | 17    | 26    | 19    | 21    | 12    | 18    | 23    | 20    | 20    | kiesett | 200      | 18       |
| Taccjana Drazdovszkaja | Női laser radial | 25    | 22    | 20    | 25    | 20    | 8     | 17    | 19    | 23    | 19    |       |       | kiesett | 173      | 21       |